# عمر فاروق جرجرلي أوغلو
عمر فاروق جرجرلي أوغلو (من مواليد 2 نوفمبر 1965) طبيب تركي (أخصائي أمراض الرئة)، وناشط في مجال حقوق الإنسان وعضو في البرلمان (عضو في الجمعية الوطنية التركية الكبرى عن حزب الشعوب الديمقراطي، لقد كرس حياته السياسية لمحاربة انتهاكات حقوق الإنسان في تركيا.

## الحياة التعليمية
أكمل جرجرلي تعليمه الابتدائي والمدارس في المدرسة المهنية الدينية ببورصة في تركيا. في عام 1990 تخرج من كلية الطب بجامعة الأناضول.

## المسيرة المهنية
بدأ العمل في مركز طبي في تسيرلي بإغدير. كانت محطته الثانية مستشفى أورهانلي الحكومي ببورصة.
لقد كان ناجحًا في برنامج الخبرة في العلوم الطبية في عام 1995. أكمل تدريبه المتخصص في أمراض الرئة في مستشفى سورياباشا لأمراض الرئة في عام 2000.
في عام 2005، بدأ العمل كأخصائي أمراض الرئة (مع التركيز على مرض السل) في مستشفى سيكا الحكومي بكوجالي.
تم إيقافه عن الخدمة العامة بسبب إحدى الرسائل التي شاركها على وسائل التواصل الاجتماعي أثناء حالة الطوارئ التي تم الإعلان عنها بعد محاولة انقلاب في 15 يوليو 2016 في تركيا. تم طرده من الخدمة العامة بمرسوم القانون رقم 679، بتاريخ 6 يناير 2017. كما أنه ممنوع من مغادرة البلاد. تمكن من السفر إلى الخارج فقط بعد انتخابه عضوًا في البرلمان في الانتخابات النيابية في يونيو 2018.

### نشاطات أخرى
نشط في مجال التعليم بين عامي 2009 و2015. كان المدير المؤسس لمعهد تعليم ما قبل المدرسة وكان أيضًا ممثل محافظة قوجه ايلي لمؤسسة تعليمية تُدعى ألعاب العقل (بالتركية: "Akil Oyunlari")، والتي تركز على تنمية ذكاء الأطفال.

## مهنة حقوق الإنسان
بين عامي 2003 و 2007، تولى رئاسة فرع كوجالي لجمعية حقوق الإنسان والتضامن مع المستضعفين (المعروف باسم مظلومدر وهو اختصار لاسمها التركي: 'İnsan Hakları ve Mazlumlar İçin Dayanışma Derneği'). قاد أنشطة مختلفة من حرية التعبير إلى حقوق المرأة على المستوى المحلي في كوجالي. كما كان رائدًا في صياغة التقارير وتنظيم الالتماسات. أطلق حملة «حرية ارتداء الحجاب» وأشرف عليها لسنوات.
في عام 2007، عينته الجمعية العامة لمظلومدر رئيسًا على المستوى الوطني. ومع دعوات الجمعية العامة لمواصلة منصبه، قرر جرجرلي أوغلو ترك الرئاسة في عام 2009. كان أحد الموقعين على حملة أنا أعتذر، والتي شجعت فيها شخصيات عديدة من المجتمع التركي الكردي تركيا على تحمل مسؤولية دورها فيما يتعلق بالمجازر التي تعرض لها الأرمن.

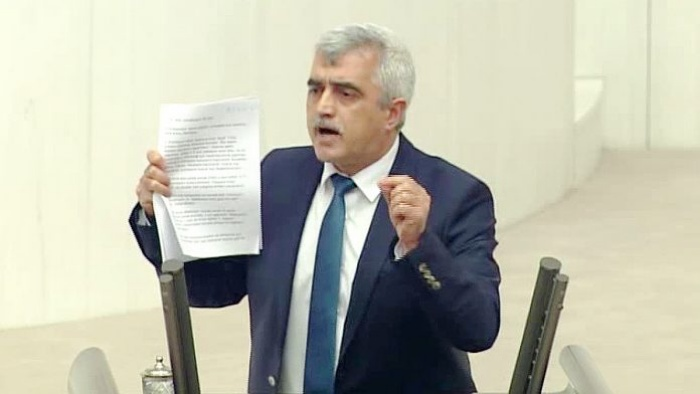
جرجرلي خلال كلمة ألقاها في الجمعية العامة للبرلمان التركي

أصبح المتحدث باسم منصة كوجايلي للسلام (2013)، والتي تتألف من منظمات غير حكومية مختلفة تنشط في قوجه ايلي، والمتحدث باسم منبر الحقوق والعدالة، الذي تأسس في مارس 2017.
حضر عددًا لا يحصى من أحداث حقوق الإنسان في كل من تركيا وخارجها، ونظم العديد من حملات حقوق الإنسان، بما في ذلك صياغة التقارير حول قضايا محددة. منذ عام 2007، كان يكتب عن القضايا السياسية الوطنية والعالمية في الصحف والمواقع المحلية والوطنية والدولية. لقد أجرى مقابلات لا حصر لها على مواقع الويب وقام بعمل مدونات صوتية حول انتهاكات حقوق الإنسان. يقوم ببث برامج أسبوعية على بيريسكوب باسم "OFG TV".
جرجرلي مؤيد لحقوق الأكراد. بعد عمليتي صور وجزيرة بن عمر، أصدر هو ونشطاء حقوقيون آخرون إعلانًا ينتقد الاستخدام المفرط للقوة وانتهاكات حقوق الإنسان لقوات الأمن.[بحاجة لمصدر]
في أعقاب محاولة الانقلاب في 15 يوليو 2016 في تركيا، ركز بشكل أساسي على الآثار القانونية والاجتماعية لحالة الطوارئ، ولا سيما المراسيم بقوانين KHK. لقد لعب الدور الرئيسي في الكشف عن قضايا التعذيب (مثل قضية تعذيب دبلوماسيين أتراك سابقين عام 2019)، كما لفت انتباه الجمهور إلى مآسي حقوق الإنسان (مثل قضية أحمد برهان أتاك).

### أمثلة على أنشطته
- كان الباحث الرئيسي للدراسة الميدانية حول «التمييز العرقي والديني في تركيا».

### أمثلة من مقالاته ومقابلاته
- «السجناء السياسيون الأتراك في خطر جسيم من كوفيد-19»، واشنطن إكزامنر (11 مايو 2020).[19]
- مقابلته حول مشروع قانون تنفيذ الأحكام في تركيا، قناة العربية (15 مايو 2020).[20]

## الملاحقة القانونية والخلافات
في 11 أكتوبر 2016، بدأ تحقيق ضد جرجرلي أوغلو لنشره صورة على تويتر دعم بها عملية السلام التركية الكردية، والتي تصور الأمهات خلف نعش رمزي ملفوف بعلم تركي ونعش آخر ملفوف بعلم حزب العمال الكردستاني. التقطت الصورة أثناء مظاهرة أمهات السلام في اليوم العالمي للسلام. في 13 أكتوبر، استدعاه رئيسه في مستشفى الدولة في إزميد وأوقف عن عمله. أدان ناتشو سانشيز أمور، المقرر الحالي لتركيا في البرلمان الأوروبي، تأكيد الحكم في فبراير 2021. لا يزال جرجرلي أوغلو قادرًا على استئناف الحكم في المحكمة الدستورية.
في فبراير 2018، حُكم على جرجرلي أوغلو بالسجن 2 ونصف السنة بعد نشره مقالًا على تويتر بعنوان «حزب العمال الكردستاني: إذا أخذت الدولة زمام المبادرة، يمكن تحقيق السلام في غضون شهر». لم تتم مقاضاة الصحيفة الإلكترونية التي نشرت المقال تي24. بسبب هذه الإدانة، تم تجريد عمر فاروق جرجرلي أوغلو من عضويته البرلمانية في 17 مارس 2021. بعد ذلك لم يترك مبنى البرلمان التركي وأطلق ما يسمى بـ«مراقبة العدالة» مع أعضاء برلمانيين آخرين من حزب الشعوب الديمقراطي. في نفس اليوم الذي ألغيت فيه حصانته البرلمانية، رفع المدعي العام التركي أمام محكمة النقض بكير شاهين دعوى قضائية أمام المحكمة الدستورية يطالب فيها بفرض حظر لمدة خمس سنوات على الانخراط في السياسة عليه و686 سياسيًا آخر من حزب الشعوب الديمقراطي. تم رفع الدعوى مع طلب إغلاق حزب الشعوب الديمقراطي بسبب صلات حزبية مزعومة مع حزب العمال الكردستاني ودور سياسييه في الأنشطة الإرهابية. في صباح يوم 21 مارس 2021، اعتقلته الشرطة التركية واقتادته إلى خارج البرلمان التركي. أطلق سراحه بعد فترة وجيزة من إدلائه بشهادته بخصوص عدم مغادرته البرلمان التركي أثناء طرده منه. في 2 أبريل 2021 تم اعتقاله. بعد ساعات، تم نقله إلى المستشفى لإجراء عملية طارئة. بعد العملية نُقل من العناية المركزة مرة أخرى إلى السجن.
أعادت المحكمة الدستورية عضوية جرجرلي أوغلو البرلمانية في 1 يوليو 2021، مشيرة إلى أن حقوقه قد انتهكت عندما أدين. أُطلق سراحه من السجن في 6 يوليو وتلا الحكم الصادر عن المحكمة في الجمعية الوطنية الكبرى في 16 يوليو.

## الحياة السياسية
في الانتخابات البرلمانية التي أجريت في 24 يونيو 2018 تم انتخابه لعضوية الجمعية الوطنية التركية الكبرى ممثلاً لكوجالي عن حزب الشعوب الديمقراطي. هو عضو في اللجنة البرلمانية لتقصي حقوق الإنسان. لقد لفت الانتباه إلى انتهاكات حقوق الإنسان وحملات تحسين حقوق الأكراد والسجناء والأشخاص الذين تم تطهيرهم بعد محاولة الانقلاب في 15 يوليو 2016. في يناير 2018، وقّع على عريضة ضد عملية غصن الزيتون التركية ضد عفرين في سوريا.

## التكريمات والجوائز
- جائزة مفكر العام من مبادرة فيتا وجمعية المعلمين التطوعيين ساكاريا (2013)[34]
- تم اختياره كـ«شخصية العام (2019)» من قبل موقع أحوال تركية[35]